# Nannophya paulsoni
Nannophya paulsoni is een libellensoort uit de familie van de korenbouten (Libellulidae), onderorde echte libellen (Anisoptera).
De wetenschappelijke naam Nannophya paulsoni is voor het eerst geldig gepubliceerd in 2003 door Theischinger.